# لين وايزمان
لين وايزمان (بالإنجليزية: Len Wiseman)‏ مخرج أمريكي من مواليد 4 مارس 1973. معروف بإخراجه لسلسلة أفلام UNDERWORLD كما أخرج فيلمي داي هارد 4.0 وتوتال ريكول. متزوج منذ 2004 بالممثلة الأنكليزية كيت بيكينسيل، وهو زوج الأم لأبنتها ليلي. يعيشون جميعاً في لوس أنجلوس.

## روابط خارجية
- لين وايزمان على موقع IMDb (الإنجليزية)
- لين وايزمان على موقع ألو سيني (الفرنسية)
- لين وايزمان على موقع تيرنر كلاسيك موفيز (الإنجليزية)
- لين وايزمان على موقع أول موفي (الإنجليزية)
- لين وايزمان على موقع بوكس أوفيس موجو (الإنجليزية)
- لين وايزمان على موقع قاعدة بيانات الأفلام السويدية (السويدية)
- لين وايزمان على موقع إن إن دي بي (الإنجليزية)
- لين وايزمان على موقع ديسكوغز (الإنجليزية)
- لين وايزمان على موقع قاعدة بيانات الفيلم (الإنجليزية)
- لين وايزمان على موقع كينوبويسك (الروسية)